# Circonscription électorale d'Ávila
Ne doit pas être confondu avec Circonscription autonomique d'Ávila.
La circonscription électorale d'Ávila est l'une des cinquante-deux circonscriptions électorales espagnoles utilisées comme divisions électorales pour les élections générales espagnoles.
Elle correspond géographiquement à la province d'Ávila.

## Historique
Elle est instaurée en 1977 par la loi pour la réforme politique puis confirmée avec la promulgation de la Constitution espagnole qui précise à l'article 68 alinéa 2 que chaque province constitue une circonscription électorale.

## Congrès des députés

### Synthèse
|             |       | 1977 | 1979 | 1982 | 1986 | 1989 | 1993 | 1996 | 2000 | 2004 | 2008 | 2011 | 2015 | 2016 | 04/19 | 11/19 | 2023 |
| ----------- | ----- | ---- | ---- | ---- | ---- | ---- | ---- | ---- | ---- | ---- | ---- | ---- | ---- | ---- | ----- | ----- | ---- |
| UCD         |       | 3    | 3    |      |      |      |      |      |      |      |      |      |      |      |       |       |      |
| AP & alliés |       |      |      | 1    | 1    |      |      |      |      |      |      |      |      |      |       |       |      |
| CDS         |       |      |      | 1    | 1    | 1    |      |      |      |      |      |      |      |      |       |       |      |
| PSOE        |       |      |      | 1    | 1    | 1    | 1    | 1    | 1    | 1    | 1    | 1    | 1    | 1    | 1     | 1     | 1    |
| PP          |       |      |      |      |      | 1    | 2    | 2    | 2    | 2    | 2    | 2    | 2    | 2    | 1     | 1     | 2    |
| Cs          |       |      |      |      |      |      |      |      |      |      |      |      |      |      | 1     |       |      |
| Vox         |       |      |      |      |      |      |      |      |      |      |      |      |      |      |       | 1     |      |
|             |       |      |      |      |      |      |      |      |      |      |      |      |      |      |       |       |      |
| Total       | Total | 3    | 3    | 3    | 3    | 3    | 3    | 3    | 3    | 3    | 3    | 3    | 3    | 3    | 3     | 3     | 3    |

### 1977
| Parti | Parti | Députés                                                                  |
| ----- | ----- | ------------------------------------------------------------------------ |
| UCD   |       | Fernando Alcón Sáez, Daniel de Fernando Alonso, José María Martín Oviedo |

### 1979
| Parti | Parti | Députés                                                                  |
| ----- | ----- | ------------------------------------------------------------------------ |
| UCD   |       | Fernando Alcón Sáez, José María Martín Oviedo, Martiniano Martín Sánchez |

### 1982
| Parti  | Parti | Députés                   |
| ------ | ----- | ------------------------- |
| AP-PDP |       | José María Aznar          |
| PSOE   |       | Jerónimo Nieto González   |
| CDS    |       | Agustín Rodríguez Sahagún |

### 1986
| Parti | Parti | Députés                   |
| ----- | ----- | ------------------------- |
| CP    |       | José María Aznar          |
| PSOE  |       | Jerónimo Nieto González   |
| CDS   |       | Agustín Rodríguez Sahagún |

### 1989
| Parti | Parti | Députés                       |
| ----- | ----- | ----------------------------- |
| PP    |       | Feliciano Blázquez Sánchez    |
| PSOE  |       | Jerónimo Nieto González       |
| CDS   |       | José Alfredo Ferrer Gutiérrez |

### 1993
| Parti | Parti | Députés                                                           |
| ----- | ----- | ----------------------------------------------------------------- |
| PP    |       | Feliciano Blázquez Sánchez, Agustín Díaz de Mera García-Consuegra |
| PSOE  |       | Jerónimo Nieto González                                           |

### 1996
| Parti | Parti | Députés                                  |
| ----- | ----- | ---------------------------------------- |
| PP    |       | Ángel Acebes, Feliciano Blázquez Sánchez |
| PSOE  |       | Jerónimo Nieto González                  |

### 2000
| Parti | Parti | Députés                                  |
| ----- | ----- | ---------------------------------------- |
| PP    |       | Ángel Acebes, Feliciano Blázquez Sánchez |
| PSOE  |       | Jerónimo Nieto González                  |

### 2004
| Parti | Parti | Députés                                  |
| ----- | ----- | ---------------------------------------- |
| PP    |       | Ángel Acebes, Feliciano Blázquez Sánchez |
| PSOE  |       | Pedro José Muñoz González                |

- Feliciano Blázquez (PP) est remplacé le 25 avril 2004 par Sebastián González Vázquez.

### 2008
| Parti | Parti | Députés                                  |
| ----- | ----- | ---------------------------------------- |
| PP    |       | Ángel Acebes, Sebastián González Vázquez |
| PSOE  |       | Pedro José Muñoz González                |

- Ángel Acebes (PP) est remplacé en juin 2011 par María de los Ángeles Ortega Rodríguez

### 2011
| Parti | Parti | Députés                                  |
| ----- | ----- | ---------------------------------------- |
| PP    |       | Sebastián González Vázquez, Pablo Casado |
| PSOE  |       | Pedro José Muñoz González                |

### 2015
| Parti | Parti | Députés                                   |
| ----- | ----- | ----------------------------------------- |
| PP    |       | Pablo Casado, José Ramón García Hernández |
| PSOE  |       | Pedro José Muñoz González                 |

### 2016
| Parti | Parti | Députés                                   |
| ----- | ----- | ----------------------------------------- |
| PP    |       | Pablo Casado, José Ramón García Hernández |
| PSOE  |       | Pedro José Muñoz González                 |

### Avril 2019
| Parti | Parti | Députés                 |
| ----- | ----- | ----------------------- |
| PP    |       | Alicia García Rodríguez |
| PSOE  |       | Margarita Robles        |
| Cs    |       | Manuel Hernández Muñoz  |

### Novembre 2019
| Parti | Parti | Députés                 |
| ----- | ----- | ----------------------- |
| PP    |       | Alicia García Rodríguez |
| PSOE  |       | Margarita Robles        |
| Vox   |       | Georgina Trías Gil      |

- Margarita Robles (PSOE) est remplacée en février 2020 par Manuel Arribas Maroto.

### 2023
| Parti | Parti | Députés                                           |
| ----- | ----- | ------------------------------------------------- |
| PP    |       | Héctor Palencia Rubio, Patricia Rodríguez Calleja |
| PSOE  |       | Manuel Arribas Maroto                             |

## Sénat

### Synthèse
|              |       | 1977 | 1979 | 1982 | 1986 | 1989 | 1993 | 1996 | 2000 | 2004 | 2008 | 2011 | 2015 | 2016 | 04/19 | 11/19 | 2023 |
| ------------ | ----- | ---- | ---- | ---- | ---- | ---- | ---- | ---- | ---- | ---- | ---- | ---- | ---- | ---- | ----- | ----- | ---- |
| Indépendants |       |      | 1    |      |      |      |      |      |      |      |      |      |      |      |       |       |      |
| UCD          |       | 3    | 3    |      |      |      |      |      |      |      |      |      |      |      |       |       |      |
| AP & alliés  |       |      |      | 2    | 1    |      |      |      |      |      |      |      |      |      |       |       |      |
| CDS          |       |      |      |      | 3    | 1    |      |      |      |      |      |      |      |      |       |       |      |
| PSOE         |       | 1    |      | 2    |      |      | 1    | 1    | 1    | 1    | 1    | 1    | 1    | 1    | 1     | 1     | 1    |
| PP           |       |      |      |      |      | 3    | 3    | 3    | 3    | 3    | 3    | 3    | 3    | 3    | 3     | 3     | 3    |
|              |       |      |      |      |      |      |      |      |      |      |      |      |      |      |       |       |      |
| Total        | Total | 4    | 4    | 4    | 4    | 4    | 4    | 4    | 4    | 4    | 4    | 4    | 4    | 4    | 4     | 4     | 4    |

### 1977
| Parti | Parti | Sénateurs                                                                    |
| ----- | ----- | ---------------------------------------------------------------------------- |
| UCD   |       | Darío Benito García, Alberto Manuel Dorrego González, Julio García Benavides |
| PSOE  |       | José Federico de Carvajal Pérez                                              |

### 1979
| Parti       | Parti | Sénateurs                                                                             |
| ----------- | ----- | ------------------------------------------------------------------------------------- |
| UCD         |       | Jesús Barderas Reviejo, Alberto Manuel Dorrego González, José Ignacio Sánchez Sánchez |
| Indépendant |       | Vicente Bosque Hita                                                                   |

### 1982
| Parti  | Parti | Sénateurs                                         |
| ------ | ----- | ------------------------------------------------- |
| PSOE   |       | Julián Aldudo Sáez, Nicolás Álvarez Álvarez       |
| AP-PDP |       | Carlos Jaramillo Rodríguez, Rafael Márquez y Cano |

### 1986
| Parti | Parti | Sénateurs                                                                     |
| ----- | ----- | ----------------------------------------------------------------------------- |
| CDS   |       | Alberto Manuel Dorrego González, Celso Rodríguez Legido, Tirso Tomás González |
| CP    |       | Feliciano Blázquez Sánchez                                                    |

### 1989
| Parti | Parti | Sénateurs                                                                 |
| ----- | ----- | ------------------------------------------------------------------------- |
| PP    |       | Ángel Acebes, Agustín Díaz de Mera García-Consuegra, Jesús Terciado Serna |
| CDS   |       | Alberto Manuel Dorrego González                                           |

- Agustín Díaz de Mera est initialement proclamé sénateur. Son élection est cependant annulée par le Tribunal supérieur de justice de Castille-et-León le 4 décembre 1989 et Fernando Alcón Sáez — deuxième sur la liste du CDS — est proclamé élu. Cette décision est cependant annulée par la sentence 27/1990 du Tribunal constitutionnel du 22 février 1990. Une élection partielle a lieu à Mamblas, dont le procès-verbal de l'unique bureau de vote était litigieux, le 7 octobre 1990. L'addition des résultats de l'élection partielle aux résultats initiaux conduit alors à la proclamation d'Agustín Díaz de Mera comme sénateur jusqu'au terme de la législature.

### 1993
| Parti | Parti | Sénateurs                                                        |
| ----- | ----- | ---------------------------------------------------------------- |
| PP    |       | Ángel Acebes, José María García Tiemblo, Félix San Segundo Nieto |
| PSOE  |       | Narciso Serrano Álvarez-Giraldo                                  |

### 1996
| Parti | Parti | Sénateurs                                                              |
| ----- | ----- | ---------------------------------------------------------------------- |
| PP    |       | Agustín Díaz de Mera García-Consuegra, Diego Lora Pagola, Antolín Sanz |
| PSOE  |       | Narciso Serrano Álvarez-Giraldo                                        |

### 2000
| Parti | Parti | Sénateurs                                                                 |
| ----- | ----- | ------------------------------------------------------------------------- |
| PP    |       | Agustín Díaz de Mera García-Consuegra, Teresa García Avilés, Antolín Sanz |
| PSOE  |       | Jesús de la Fuente Samprón                                                |

### 2004
| Parti | Parti | Sénateurs                                                |
| ----- | ----- | -------------------------------------------------------- |
| PP    |       | Carmen de Aragón, Alberto Pindado González, Antolín Sanz |
| PSOE  |       | José María Burgos García                                 |

### 2008
| Parti | Parti | Sénateurs                                            |
| ----- | ----- | ---------------------------------------------------- |
| PP    |       | Carmen de Aragón, Ignacio Burgos Pérez, Antolín Sanz |
| PSOE  |       | José María Burgos García                             |

### 2011
| Parti | Parti | Sénateurs                                                             |
| ----- | ----- | --------------------------------------------------------------------- |
| PP    |       | Antolín Sanz, Carmen de Aragón, María de los Ángeles Ortega Rodríguez |
| PSOE  |       | José María Burgos García                                              |

- Ángeles Ortega (PP) est remplacée en avril 2015 par Miguel Ángel García Nieto.

### 2015
| Parti | Parti | Sénateurs                                                               |
| ----- | ----- | ----------------------------------------------------------------------- |
| PP    |       | Miguel Ángel García Nieto, Sebastián González Vázquez, Carmen de Aragón |
| PSOE  |       | María del Carmen Iglesias Parra                                         |

### 2016
| Parti | Parti | Sénateurs                                                               |
| ----- | ----- | ----------------------------------------------------------------------- |
| PP    |       | Miguel Ángel García Nieto, Sebastián González Vázquez, Carmen de Aragón |
| PSOE  |       | María del Carmen Iglesias Parra                                         |

### Avril 2019
| Parti | Parti | Sénateurs                                                                        |
| ----- | ----- | -------------------------------------------------------------------------------- |
| PP    |       | Juan Pablo Martín Martín, Patricia Rodríguez Calleja, Sebastián González Vázquez |
| PSOE  |       | Jesús Caro Adanero                                                               |

### Novembre 2019
| Parti | Parti | Sénateurs                                                                        |
| ----- | ----- | -------------------------------------------------------------------------------- |
| PP    |       | Juan Pablo Martín Martín, Sebastián González Vázquez, Patricia Rodríguez Calleja |
| PSOE  |       | Jesús Caro Adanero                                                               |

### 2023
| Parti | Parti | Sénateurs                                                                |
| ----- | ----- | ------------------------------------------------------------------------ |
| PP    |       | Juan Pablo Martín Martín, Alicia García Rodríguez, Piedad Sánchez García |
| PSOE  |       | Jesús Caro Adanero                                                       |